# Pulo Naleung
Pulo Naleung is een bestuurslaag in het regentschap Bireuen van de provincie Atjeh, Indonesië. Pulo Naleung telt 1085 inwoners (volkstelling 2010).